# گیبسون (سگ)
گیبسون (۲۶ آوریل ۲۰۰۲–۷ اوت ۲۰۰۹) یک سگ هارلکین از نژاد گریت دین ساکن گرس ولی، کالیفرنیا، ایالات متحده آمریکا بود که در کتاب رکوردهای جهانی گینس به عنوان «بلندترین سگ» در سال ۲۰۰۴ شناخته شد،

## رکورددار جهانی
در حالی که صاحب وی سندی هال ادعا می‌کند گیبسون ۴۲٫۶ اینچ (۱۰۸ سانتیمتر) قد بلند از زمین تا بالای او اندازه‌گیری شده و وزن آن ۱۸۰ پوند (۸۲ کیلوگرم) گزارش رسمی رکوردهای جهانی گینس بیان داشت که گیبسون ۴۲٫۲ اینچ (۱۰۷ سانتیمتر) بلندی قد داشت. گیبسون در چند برنامه‌های تلویزیونی از جمله نمایش امشب، شوی اپرا، و شوی الن دی‌جنرس شرکت داشته‌است.
در سال ۲۰۰۹ او یکی از پاهای خود را به دلیل سرطان استخوان از دست داد. با وجود شیمی‌درمانی، سرطان به ریه‌ها و ستون فقرات او سرایت کرد و گیبسون نجات پیدا نکرد. در تاریخ ۷ اوت ۲۰۰۹، صاحبش او را به اتانازی جانوران واگذار کرد.